# Soubry

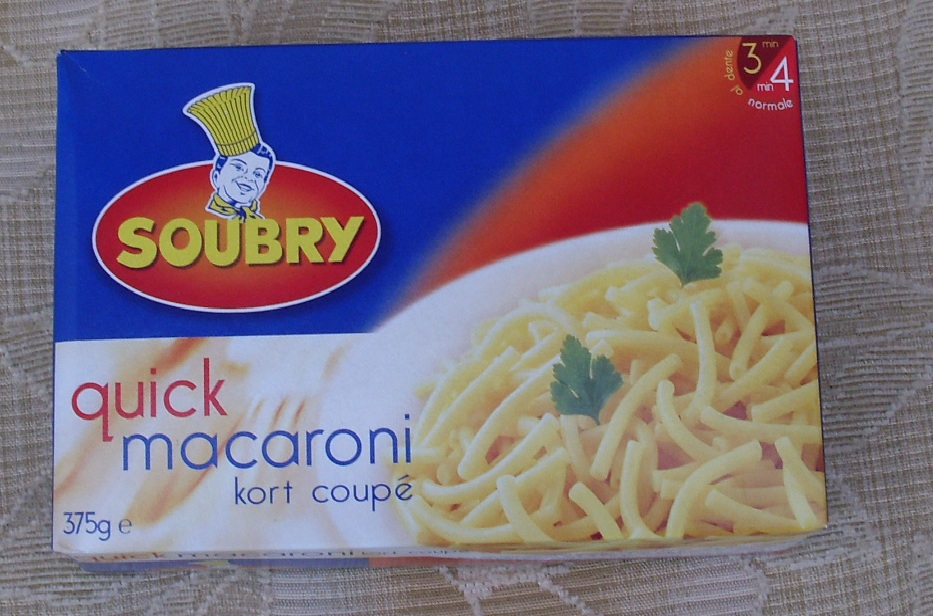
Een product uit het gamma.

Soubry of de Etabl. J. Soubry NV/SA is een voedingsbedrijf in de Belgische stad Roeselare. Deze West-Vlaamse firma werd opgericht in 1921 door Joseph Soubry (1889-1984) en noemt zichzelf tot op heden een familiaal bedrijf. Men produceert er deegwaren, bloem, griesmeel, beschuiten, pasta en allerlei aanverwante producten.

## Cichorei
De basis voor dit bedrijf werd gelegd in Moorslede waar eerst Jan Vitalis Soubry (1810-1883) en later zijn zoon Victor vanaf 1879 een windmolen bezat voor o.a. het malen en branden van cichorei. In 1904 liet Victor deze molen slopen en bouwde (1910) in de omgeving een mechanische olieslagerij. Tijdens de Eerste Wereldoorlog vluchtte de familie naar Frankrijk waar men al vlug overging tot de verwerking van cichorei.

## Opstart
Bij hun terugkeer vonden ze hun fabriek vernield terug. Joseph Soubry besloot de cichorei te laten omdat hij inzag dat cichorei niet veel langer tegen koffie zou opkunnen. In 1921 richtte hij op het kruispunt van de Ardooisesteenweg met de Koornstraat in Roeselare een deegwarenfabriek op. Aanvankelijk werd er enkel vermicelli geproduceerd, maar al snel kwamen er andere producten zoals macaroni. De Ets. J. Soubry NV brak in de jaren 1930 door toen de fabriek uitgebreid werd met een eigen griesmeelmolen. Zo kreeg de fabriek het hele productieproces in handen, van de eigen bloemmolens tot de verpakking. Innovatie en daarbij horende uitbreiding was een van de sterke punten van dit bedrijf. Toen vele pastafabrieken in België de deuren moesten sluiten, kon Soubry zich hierdoor steeds staande houden. Kort na de Tweede Wereldoorlog ontwikkelde Soubry de eerste Quick spaghetti die maar 6 minuten in plaats van een kwartier moest koken.

## Marketing
Marketing was een sterk punt van Soubry. Er waren veel gerichte reclamecampagnes die de naam van het bedrijf bij de bevolking bekend moesten maken. Opvallend was onder meer de invoering in 1949 van de Soubrypunten op de verpakkingen. Wie voldoende punten verzamelde, kreeg boeken over de ‘Meesters der Schilderkunst’, een campagne die enorm aansloeg. De spaarpunten zijn in 2012 stop gezet, maar nog steeds komt de vraag naar boeken van mensen die her en der spaarpunten terugvinden.
Soubry bekwam ook naambekendheid door haar futuristisch ogende promotiestand op de Expo 58 in Brussel. Een opvallende campagne uit de jaren 1960 en 1970 is de rondgang met een kameel langs Belgische scholen en evenementen. Kinderen werden op de kameel met reclame voor Soubry gezet en waarna er foto's van gemaakt konden worden.

## Uitbreidingen
Het bedrijf breidde in de jaren 1950 uit met een nieuwe vestiging. Joseph had inmiddels de hulp gekregen van zijn zoon Pierre Soubry (1931-2001). De familie besloot dat ze steeds in Roeselare wou blijven produceren. De nieuwe vestiging kwam er op een van de laatste braakliggende gronden langs het kanaal Roeselare-Leie en de Trakelweg. Van de jaren 1950 tot de jaren 1990 zou het bedrijf er alsmaar uitbreiden en het grootste complex langs het kanaal vormen. Het bedrijf bleef steeds een familiebedrijf waarbij de familie Soubry zich steeds profileerde als zaakvoerder en als overste van het personeel.
Joseph Soubry overleed in 1984. Zijn zoon leidde het bedrijf verder tot in 1999. In 1985 kwam Soubry nog in het nieuws door als eerste bedrijf in de wereld een productielijn voor lange deegwaren op hoge temperatuur te ontwikkelen. Het bedrijf trok in de jaren 1990 een nieuwbouw op in de Verbrandhofstraat. Sedert 1999 leiden Pierres zonen Michel en Matthieu Soubry het bedrijf.
De productieplaats is nog steeds gevestigd in de Trakelweg en de magazijnen en het hoofdkantoor bevinden zich in de Verbrandhofstraat. Soubry heeft momenteel 400 werknemers in dienst en heeft een omzet op jaarbasis van 120 miljoen €, waarvan een groot deel bestemd is voor de export. Naast het aanbod voor de modale consument richt Soubry zich ook naar bakkerijen, grootkeukens, distributie en de voedingverwerkende industrie.
In 2005 nam het de merknaam Anco over. In 2002 had men te Aarlen reeds de branchegenoot Filadelfia overgenomen.